# قطب‌الدین محمد بن اتابک بزقش
اتابک محمد بزقش، یکی از وزیران و اتابکان معروف و مشهور سلجوقیان کرمان است که در عهد جنگ‌های داخلی بین پسران طغرل‌شاه و پیوستن مؤیدالدین ریحان به بهرام‌شاه، به جانب ارسلان‌شاه رفت و وزیر وی شد و وارد رقابت و جنگ‌های داخلی در بین سلاجقه کرمان شد.